# 一戸才門四郎
一戸 才門四郎（いちのへ さいもんしろう、1876年（明治9年）11月30日 - 没年不明）は、日本の政治家・青森県西津軽郡中村村長、郡会議員、篤農家。

## 人物
青森県西津軽郡中村（現鰺ヶ沢町）の人。1901年、中村助役に当選し、1907年、郡会議員に、1908年、中村村長に選挙される。治績顕著のため1913年、同郡長より表彰される。